# Pseudobrullaea aberrans
Pseudobrullaea aberrans là một loài ruồi trong họ Tachinidae.